# Selim Doğru
Selim Doğru (Istanboel, 15 augustus 1971) is een Nederlands componist.
Selim Doğru volgde opleidingen aan het Rotterdams Conservatorium, de Hogeschool voor de Kunsten Utrecht en de Marmara Universiteit.

## Composities
- 2008 - Şeytan’ın Günlüğü - Devil’s Dairy (voor altviool, akordeon en symfonieorkest)
- 2008 - Medcezir (voor Axyz Ensemble)
- 2007 - Por Qué Llorax Blanca Niña (arrangement van traditioneel sefardisch lied voor “To be Sung”)
- 2007 -	Elegy (voor altviool, akordeon en tape)
- 2006-07 - Drie Kinderliederen: Darbuka, Vlieg achter mij aan en Feest
- 2006 - The Disciple (voor cello en tape)
- 2006 - Music (voor basklarinet, klavicembel en tape)
- 2004 - Devşirme (voor het Escher Ensemble)
- 2004 - Gül’ün Öpüşü- De Kus van de Roos (voor traditioneel Turks Zigeuner Ensemble van Selim Sesler en theater spelers)
- 2003 - Paradox (voor draaiorgel)
- 2003 - Héloïse (voor basblokfluit en tape)
- 2003 - Metamorfose (Multimedia performance voor drie dansers, vier zangers, vijf instrumenten, tape en video. Gebaseerd op de poëzie “Spin Sebastiaan” van Annie M.G.Schmidt en het verhaal “Metamorfose” van Franz Kafka)
- 2003 - Vier Nederlandse Kinderliederen - Hondenkoor, Spinnewiel (Tekst: H.Smaling), Spin Sebastiaan (tekst: A.M.G.Schmidt en Poppenkoopman (tekst: Anoniem) - voor sopraan en 12 instrumenten
- 2002 - Les Comparaisons (Elektronische muziek)
- 2002 - Tavşan Köçek (arrangement van traditioneel Turkse dansmuziek voor Colors Ensemble)
- 2001 - De Afrekening (Theatermuziek)
- 2001 - Maatjes (Kindermusical )
- 2001 - Blue Dance (voor harmonie- orkest)
- 2002 - Three sketches (voor blokfluit, altviool, harp, piano en slagwerk)
- 2000 - Five Pieces (voor drie blokfluiten, klavicembel en tape)
- 2000 - “Kerk als Instrument” Project van HKU festival
- 2000 - Kuyu (cello en piano)
- 1999 - On The Street (voor Ricciotti Ensemble)
- 1998 - Duo (voor Bes klarinet en basklarinet)
- 1994 - Teneke Şövalyeler (Kindermusical)
- 1996-2007 - Kinderliederen
- 1990 - Becerikli Kangru (Kindermusical)